# Mi giáng thứ
Mi giáng thứ là một cung thứ dựa trên nốt Mi giáng, bao gồm các nốt nhạc Mi giáng, Fa, Sol giáng, La giáng, Si giáng, Si, Re giáng, và Mi giáng. Bộ khóa của nó có 6 dấu giáng.
Cung thể tương đương (relative key) với nó là cung Sol giáng trưởng và cung thể cùng bậc (parallel key) với nó là cung Mi giáng trưởng. Nó trùng âm với Re thăng thứ
Một trong vài bản giao hưởng viết ở cung này là Giao hưởng số 6 của Prokofiev. Một vài nhà soạn nhạc khác của Sô viết ít nổi tiếng hơn cũng sáng tác ở cung này như Eshpai, Ovchinnikov và Myaskovsky.
Bản Giao hưởng số 8 của Gustav Mahler có phần viết mở rộng cho dàn nhạc và phần giới thiệu ở cung Mi giáng thứ.
Cả hai quyển sách Well-Tempered Clavier của Johann Sebastian Bach, khúc dạo số 8 được viết ở cung Mi giáng thứ trong khi Fugue tiếp theo được viết ở Re thăng thứ.

## Các tác phẩm viết ở cung này
- Overture to Manfred incidental music - Robert Schumann
- Humoresques, Op. 101: số 1 - Antonín Dvořák
- Secret - Madonna
- Giao hưởng số 1 - Nikolai Rimsky-Korsakov (phiên bản ban đầu viết ở cung này)
- Digging in the Dirt - Peter Gabriel
- Take Five - Dave Brubeck Quartet
- I'm Only Sleeping - The Beatles
- The Winner Takes It All - ABBA (cũng có ở cung Mi trưởng)
- In the End - Linkin Park
- Raining Blood - Slayer
- Etude op. 25, no. 5 - Frederic Chopin